# Alexa PenaVega
Alexa Ellesse PenaVega, leánykori nevén Vega (Miami, 1988. augusztus 27. –) amerikai színésznő.
Leginkább Carmen Cortez szerepében ismert a Kémkölykök-filmsorozatból. Emellett feltűnt Robert Rodríguez Machete gyilkol (2013) és Sin City: Ölni tudnál érte (2014) című rendezéseiben is.   

## Gyermekkora és családja
Édesanyja, Gina Rue amerikai modell. Édesapja, Baruch Vega kolumbiai, így Alexa folyékonyan beszél spanyolul. Két édestestvére (Krizia Vega, Makenzie Vega) és négy féltestvére (Margaux Vega, Greylin James, Jet James, Cruz Hudson Rue) van. 

## Pályafutása
Alexa 1993-ban tűnt fel először a filmvásznon, ötéves korában, a Kisvárosi mesék című filmsorozatban. 13 epizódban alakította Emily Newtont. Játszott két kórház-sorozatban is egy-egy rész erejéig: a Vészhelyzetben és a Chicago Hope Kórházban, 1995-ben. A Twisterben ő játszotta a hatéves Jo Hardingot, a Tisztítótűz című Steven Seagal-filmben pedig Cole lányát. A Dennis, a komisz ismét pimasz című filmben pedig ráosztották Gina szerepét. Az 1999-es Tíz elveszett év című filmben már olyan sztárokkal dolgozhatott együtt, mint Michelle Pfeiffer, Treat Williams és Whoopi Goldberg.
2001-ben Robert Rodríguez kiválasztotta Carmen Cortez szerepére, ami telitalálatnak bizonyult. Olyannyira, hogy a következő két részben már összeszokott duettet alkottak Daryl Sabarával, mint örökké civakodó, de a bajban azért egymásra számítható testvérek.
2011-ben Camilla Belle mellett övé volt a másik főszerep Az élet Prada nélkül című romantikus vígjátékban. Ugyanebben az évben visszatért a kémkölykök csapatához a Kémkölykök 4D: A világ minden ideje című filmben. Szerepelt még a 2013-as Machete gyilkol és a 2014-es Sin City: Ölni tudnál érte című filmekben is.

## Filmográfia

### Film
| Év   | Magyar cím                                 | Eredeti cím                           | Szerep                      | Magyar hang        |
| ---- | ------------------------------------------ | ------------------------------------- | --------------------------- | ------------------ |
| 1994 | Kis óriások                                | Little Giants                         | Priscilla O'Shea            |                    |
| 1995 | Áldatlan állapotban                        | Nine Months                           | Molly Dwyer                 |                    |
| 1996 | Twister                                    | Twister                               | Jo Thornton fiatalon        | Molnár Ilona       |
| 1996 | Tisztítótűz                                | The Glimmer Man                       | Cole lánya                  | nem szólal meg     |
| 1996 |                                            | Shattered Mind                        | Sarah                       |                    |
| 1996 | Kísért a múlt                              | Ghosts of Mississippi                 | Claire DeLaughter           |                    |
| 1998 | Dennis, a komisz ismét pimasz              | Dennis the Menace Strikes Again'      | Gina                        |                    |
| 1999 | Tíz elveszett év                           | The Deep End of the Ocean             | Kerry Cappadora             | Czető Zanett       |
| 2000 | Vad mezőkön                                | Run the Wild Fields                   | Opal Miller                 | Bogdányi Titanilla |
| 2001 | Az otthon melege                           | Follow the Stars Home                 | Amy Williams                |                    |
| 2001 | Kémkölykök                                 | Spy Kids                              | Carmen Cortez               | Bogdányi Titanilla |
| 2001 | Kémkölykök                                 | Spy Kids                              | Carmen Cortez               | Pekár Adrienn      |
| 2002 | Kémkölykök 2. – Az elveszett álmok szigete | Spy Kids 2: The Island of Lost Dreams | Carmen Cortez               | Bogdányi Titanilla |
| 2003 | Kémkölykök 3-D – Game Over                 | Spy Kids 3-D: Game Over               | Carmen Cortez               | Bogdányi Titanilla |
| 2004 | Ottalvós buli                              | Sleepover                             | Julie Corky                 | Bogdányi Titanilla |
| 2005 |                                            | Odd Girl Out                          | Vanessa Snyder              |                    |
| 2006 |                                            | State's Evidence                      | Sandy                       |                    |
| 2006 |                                            | Marrying God (rövidfilm)              | Ivy                         |                    |
| 2007 |                                            | Remember the Daze                     | Holly                       |                    |
| 2008 | Repo! – A genetikus opera                  | Repo! The Genetic Opera               | Shilo Wallace               |                    |
| 2009 |                                            | Innocent                              | Ashley                      |                    |
| 2009 |                                            | Broken Hill                           | Kat Rogers                  |                    |
| 2010 |                                            | Mother's Day                          | Jenna Luther                |                    |
| 2010 |                                            | Café                                  | Sally                       |                    |
| 2011 | Az élet Prada nélkül                       | From Prada to Nada                    | Mary Dominguez              | Molnár Ilona       |
| 2011 |                                            | Summer Song                           | Ellie                       |                    |
| 2011 | Kémkölykök 4D: A világ minden ideje        | Spy Kids: All the Time in the World   | Carmen Cortez               | Bogdányi Titanilla |
| 2012 |                                            | The Devil's Carnival                  | Wick                        |                    |
| 2013 | Bérgyilkos hősök                           | Bounty Killer                         | stewardess                  |                    |
| 2013 |                                            | Abandoned Mine                        | Sharon                      |                    |
| 2013 | Machete gyilkol                            | Machete Kills                         | KillJoy                     |                    |
| 2014 |                                            | The Clockwork Girl                    | Tesla                       |                    |
| 2014 | Rossz vér                                  | Wicked Blood                          | Amber Dawn Baker            | Bogdányi Titanilla |
| 2014 |                                            | Code Academy                          | Libby                       |                    |
| 2014 | Sin City: Ölni tudnál érte                 | Sin City: A Dame to Kill For          | Gilda                       |                    |
| 2014 |                                            | 23 Blast                              | Ashley                      |                    |
| 2014 | A földi pokol                              | The Remaining                         | Skylar                      | Bogdányi Titanilla |
| 2015 |                                            | Spare Parts                           | Karla                       |                    |
| 2015 |                                            | Do You Believe?                       | Lacey                       |                    |
| 2015 |                                            | Roommate Wanted                       | Janie                       |                    |
| 2015 |                                            | Pixies                                | Michelle Meyers (hangja)    |                    |
| 2015 |                                            | The Murder Pact                       | Camille                     |                    |
| 2018 |                                            | Sleep Away                            | Isabella                    |                    |
| 2020 |                                            | Mighty Oak                            | Valerie Scoggins            |                    |
| 2024 |                                            | Mr. Manhattan                         | Dani                        |                    |
| 2024 | A Casagrande család: A film                | The Casagrandes Movie                 | Carlota Casagrande (hangja) |                    |

### Televízió
| Év        | Magyar cím              | Eredeti cím                                  | Szerep                                     | Megjegyzések                                |
| --------- | ----------------------- | -------------------------------------------- | ------------------------------------------ | ------------------------------------------- |
| 1993–1994 | Kisvárosi mesék         | Evening Shade                                | Emily Newton                               | visszatérő szereplő (13 epizód)             |
| 1995      | Vészhelyzet             | ER                                           | Bonnie Howe                                | 1 epizód                                    |
| 1995      | Chicago Hope Kórház     | Chicago Hope                                 | Sara Wilmette                              | 1 epizód                                    |
| 1995      |                         | It Was Him or Us                             | Carrie fiatalon                            | tévéfilm                                    |
| 1996      | A múlt bűnei            | A Promise to Carolyn                         | Kay fiatalon                               | tévéfilm                                    |
| 1996–1997 |                         | Life's Work                                  | Tess Hunter                                | 18 epizód                                   |
| 1998      | A hét mesterlövész      | The Magnificent Seven                        | Olivia Greer                               | 1 epizód                                    |
| 1998      |                         | To Have & to Hold                            | Kelly McGrail                              | 7 epizód                                    |
| 1999      | Komputerzsaruk          | NetForce                                     | Susie Michaels                             | tévéfilm                                    |
| 1999–2001 | Nőrület                 | Ladies Man                                   | Wendy Stiles No. 2                         | 29 epizód                                   |
| 2002      |                         | Total Access 24/7                            | önmaga / Carmen Cortez                     | 1 epizód                                    |
| 2002      | Sok hűhó                | All That                                     | Carmen Cortez                              | 1 epizód                                    |
| 2002      |                         | Wild & Crazy Kids                            | önmaga                                     | vendég híresség                             |
| 2003      |                         | The Bernie Mac Show                          | Jill                                       | 1 epizód                                    |
| 2003      |                         | Trading Spaces: Boys vs. Girls               | önmaga                                     | 1 epizód                                    |
| 2005      |                         | Odd Girl Out                                 | Vanessa Snyder                             | tévéfilm                                    |
| 2006      | Csakazértis csikánó!    | Walkout                                      | Paula Crisostomo                           | tévéfilm                                    |
| 2009      | Szellemekkel suttogó    | Ghost Whisperer                              | Serena                                     | 1 epizód                                    |
| 2009      |                         | Ruby & the Rockits                           | Ruby Gallagher                             | főszereplő (10 epizód)                      |
| 2010      | A semmi közepén         | The Middle                                   | Morgan                                     | 2 epizód                                    |
| 2012      | Luxusdoki               | Royal Pains                                  | Hollister                                  | 1 epizód                                    |
| 2012      |                         | The Pregnancy Project                        | Gaby Rodriguez                             | tévéfilm                                    |
| 2012      |                         | Unsupervised                                 | Christina (hangja)                         | visszatérő szereplő (3 epizód)              |
| 2013      |                         | Big Time Rush                                | önmaga                                     | 1 epizód                                    |
| 2014      | A kiválasztottak        | The Tomorrow People                          | Hillary Cole                               | 8 epizód                                    |
| 2014      | Kincsvadászok társasága | The Hunters                                  | Dylan Savini                               | - tévéfilm - magyar hangja: - Haffner Anikó |
| 2014      |                         | Courtside                                    | önmaga                                     | 1 epizód                                    |
| 2014–2015 |                         | Muertoons                                    | Rosita (hangja)                            | 6 epizód                                    |
| 2014–2015 | Nashville               | Nashville                                    | Kiley Brenner                              | visszatérő szereplő                         |
| 2015      | A mentalista            | The Mentalist                                | Lily Stoppard                              | 1 epizód                                    |
| 2015      |                         | Dancing with the Stars                       | önmaga                                     | versenyző (21. évad)                        |
| 2016      |                         | Ms Matched                                   | Libby Boland                               | tévéfilm                                    |
| 2017      | Úticél: esküvő          | Destination Wedding                          | Ellie Hamilton                             | tévéfilm                                    |
| 2017      |                         | Enchanted Christmas                          | Laura Trudeau                              | tévéfilm                                    |
| 2017–2019 | A Lármás család         | The Loud House                               | Carlota Casagrande (hangja) / egyéb hangok | 10 epizód                                   |
| 2018      |                         | Love at Sea                                  | Olivia Graham                              | tévéfilm                                    |
| 2018      | Karácsony rendelésre    | Christmas Made to Order                      | Gretchen                                   | tévéfilm                                    |
| 2019–2020 | Bűnügyek fotós szemmel  | Picture Perfect Mysteries: Newlywed and Dead | Allie Adams                                | 3 epizód                                    |
| 2019–2022 | A Casagrande család     | The Casagrandes                              | Carlota Casagrande (hangja)                | főszereplő                                  |
| 2020      |                         | Blue's Clues & You!                          | önmaga                                     | 1 epizód                                    |
| 2021      |                         | Taking A Shot At Love                        | Jenna                                      | tévéfilm                                    |